# Kilian Treutiger
Kilian Treutiger, född 1611 i Tyskland, död 23 december 1675 i Göteborg, var en svensk apotekare. Treutiger grundade Göteborgs första apotek 1642. Han är anfader till Harald Treutiger.
Kilian Treutiger kom till Göteborg från Ostfriesland i Tyskland i början av 1630-talet. Han fick privilegium att öppna apotek den 8 augusti 1642 och öppnade samma år apoteket Enhörningen vid Södra Hamngatan 13.
Treutigers privilegium gav honom ensamrätt att sälja "allehanda medicinaliska materier och gifter" samt utan monopol "allehanda kryddadt och preparerat vin, konfektyrer och speceri". Han fick förmånen att vara befriad från "all borgerlig tunga", och staden lovade honom för odling av medicinalväxter - "ett stycke land till örtagård". I mars 1650 fick verksamheten kungligt beskydd, och han skulle nu få sälja även annat utöver medicin, såsom "aromata, krydderi och konfektyrer... all allehanda insyltade saker, stötte kryddor, komponerade drycker, aqua vitae och mera sådant".
Treutiger var även en skicklig konditor, och vid Karl X Gustavs besök i Göteborg 1655 och de festligheter som staden arrangerade, var det Treutiger som tillredde all konfekt och tårtor. Efter att han verkat i 30 år som apotekare uttalade staden sin tacksamhet över hans arbete: "att han var i apotekarkonsten så förfaren och övad, att de näppeligen trodde, att någon här i riket skulle honom överträffa." Någon vidare affärsman tycktes han däremot inte ha varit, utan staden fick då och då lämna bidrag för hans överlevnad.
Först i slutet av 1650-talet (privilegiebrev 1658) fick Treutiger konkurrens genom Johan von Ackern som öppnade provinsialapoteket Strutsen.
Efter Treutigers död fick änkan bekräftelse på apoteksprivilegiet och då hennes dotter Anna Maria år 1678 gift sig med Andreas Schwartz (1647-1695), fick denne år 1679 överta apoteket i enlighet med privilegierna. Efter makens död gifte Anna Maria Treutiger om sig 1696 med Johan Jacob Ermersch († 1722), som fick privilegium på apoteket den 23 mars 1698.
Enhörningen var Göteborgs äldsta företag då det upphörde 1975.
Treutiger gifte sig den 19 oktober 1645 med Anna Stuart (död 1657, begravd 16 april samma år).